# Appersdorf (Elsendorf)

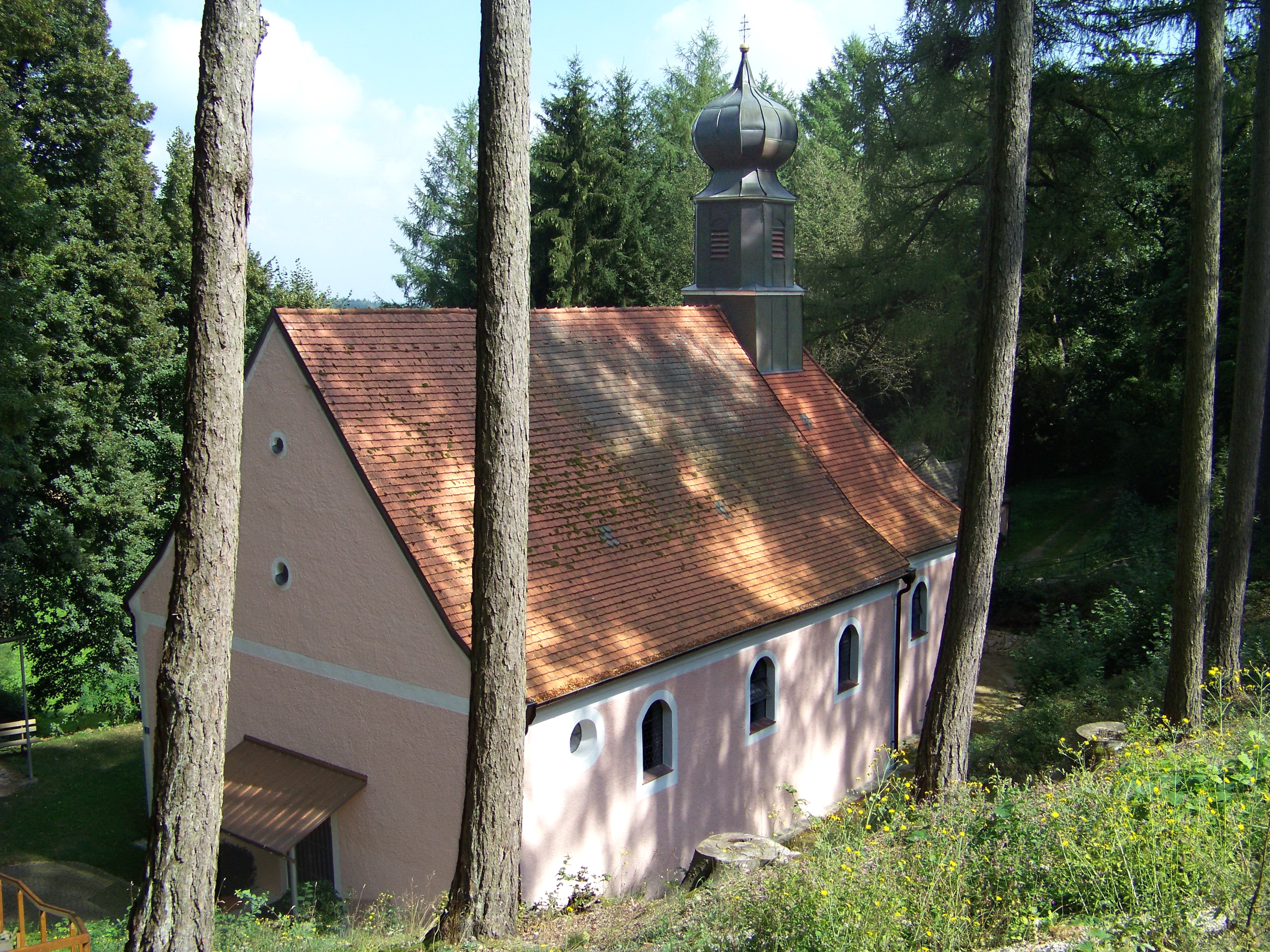
Wallfahrtskapelle Mariä Heimsuchung (Bründlkapelle)

Appersdorf ist ein Gemeindeteil der Gemeinde Elsendorf im niederbayerischen Landkreis Kelheim. Bis zum 31. Dezember 1971 bildete es eine selbstständige Gemeinde.

## Lage
Das Pfarrdorf Appersdorf liegt in der Hallertau etwa einen Kilometer südwestlich von Elsendorf am linken Ufer der Abens.

## Geschichte
Appersdorf ist als Pfarrei 1326 belegt. 1358 schenkte der Regensburger Bischof Friedrich sein Patronatsrecht auf die Pfarrei dem Stiftskapitel. Die Wallfahrt nach Appersdorf begann um 1720 aufgrund einer wundertätigen Quelle im Lerchental. Ein Hirte, der durch einen Zweig, der ihm ins Auge schlug, erblindet war, rief in seiner Not die Gottesmutter um Hilfe an. Auf deren Geheiß wusch er sich die Augen an der Quelle in Appersdorf und wurde wieder sehend. Aus Dankbarkeit brachte er an einem Baum eine Votivtafel an, später wurde hier eine Holzkapelle errichtet und schließlich 1788 die jetzige, auch Maria-Brünnl genannte, Bründlkapelle.
Weitere vermeintliche Wunderheilungen in Appersdorf, wie sie in einem Mirakelbüchlein festgehalten wurden, untersuchte um 1745 der Mediziner Franz Anton Stebler, der 1751 zum Leibarzt des bayerischen Prinzen und Kardinals Johann Theodor von Bayern berufen wurde.
Die Dorfschaft Appersdorf gehörte zum Schergenamt Siegenburg des Landgerichtes Vohburg. Bei der Neuorganisation des Königreiches Bayern wurde der Steuerdistrikt Appersdorf dem neu gegründeten Landgericht Abensberg zugeteilt. 1838 bestand Appersdorf aus 22 Häusern. Die Gemeinde Appersdorf, die zum Landkreis Mainburg gehörte, wurde im Zuge der Gebietsreform in Bayern am 1. Januar 1972 in die Gemeinde Ratzenhofen eingegliedert, welche 1985 in Gemeinde Elsendorf umbenannt wurde.

## Sehenswürdigkeiten
- Wallfahrtskapelle Mariä Heimsuchung. Die Bründlkapelle wurde 1788 an der Stelle einer Holzkapelle errichtet. An den Wänden erläutern Malereien die Wallfahrtslegende.
- Lourdes-Grotte mit Gnadenbrunnen. Sie befindet sich östlich der Kirche.
- Pfarrkirche St. Petrus. Sie wurde im 18. Jahrhundert erbaut und 1886 vergrößert.
- Pfarrhof. Der Satteldachbau stammt aus dem 18. Jahrhundert.

## Vereine
- Krieger- und Soldatenkameradschaft Appersdorf
- Freiwillige Feuerwehr Appersdorf
- Mondscheinbriada Appersdorf